# Circle Chart
Circle Chart (кор. 써클차트, Sseokeul-chateu), раніше — Gaon Music Chart або Gaon Chart (кор. 가온차트, Gaon-chateu) — це один із національних музичних чартів, що враховує показники онлайн-прослуховування (стрімінгу) на південнокорейських платформах, а також продаж фізичних і цифрових копій синглів та альбомів.
Він випускається Корейською асоціацією музичного контенту та спонсорується Міністерством культури, спорту та туризму Південної Кореї, з метою створення національного чарту для Південної Кореї, подібної до чарту Billboard США та Oricon Японії.

## Історія

Логотип Gaon

Музичний чарт Gaon почав відстежувати продажі з початку 2010 року. Він був офіційно запущений у лютому 2010 року. З цього приводу була влаштована церемонія запуску, яка відбулася 23 лютого 2010 року в готелі Westin Chosun у Сеулі. Запуск також включав невелику церемонію нагородження, яка відзначила жіночу групу Girls 'Generation як кращих виконавців січня; бой-бенд Super Junior відзначили найкращим альбомом 2009 року; композиція «We Fell In Love» у виконанні Чжо Квона з 2AM та Гаін із Brown Eyed Girls отримали титул найкращої щотижневої мобільної мелодії дзвінка.
7 липня 2022 року Gaon Chart змінили назву на Circle Chart. Разом із збереженням існуючих хіт-парадів було представлено новий Global K-pop Chart. Нагороду Gaon Chart Music Awards також перейменували в Circle Chart Awards.

## Музичні чарти
Існує два основних чарта: Circle Album Chart і Circle Digital Chart. У них перераховані продажі південнокорейських артистів, міжнародних (не корейських) виконавців та загальний обсяг продажів у форматах: щотижневий, щомісячний та річний.
Circle Album Chart оцінює продажі фізичних альбомів, включаючи мініальбоми та сингл-альбоми. Дані для цього чарта надаються лейблами та дистриб'юторами, такими як Kakao Entertainment, Stone Music Entertainment, Genie Music, Sony Music Korea, Pony Canyon Korea, Universal Music Korea та Mnet Media.
Circle Digital Chart відображає найпопулярніші продажі та завантаження цифрової музики. Він виключає із себе радіоефір, а різні версії композиції перераховуються, як оремі записи. Дані для цього чарту зібрані онлайн та надані вебпровайдерами музики, такими як Genie, MelOn, FLO, Soribada, Naver Music, KakaoMusic та Bugs. Чарту з цифрових продажів альбомів не існує, оскільки кожна композиція — це окреме цифрове завантаження.
| Назва чарту        | Методологія                                                                                         | К-сть місць | Опис |
| ------------------ | --------------------------------------------------------------------------------------------------- | ----------- | --- |
| Digital Chart      | Онлайн-прослуховування (стрімінг),завантаження, фонова музика                                       | 200         | Рейтинг формується на оцінці кількості прослуховувань онлайн, продажів/завантажень композицій на цифрових платформах. |
| Download Chart     | Завантаження                                                                                        | 200         | Рейтинг формується тільки за обсягом продажів композицій на цифрових платформах.                                      |
| Streaming Chart    | Онлайн-прослуховування (стрімінг)                                                                   | 200         | Рейтинг формується тільки на основі даних про онлайн-прослуховування на цифрових платформах.                          |
| BGM Chart          | Фонова музика                                                                                       | 200         | Рейтинг формується відповідно до даних продажів BGM.                                                                  |
| Album Chart        | Продаж фізичних копій альбому (касета, платівка, компакт-диск, USB і т. д.)                         | 100         | Рейтинг формується на оцінці кількості продажів фізичних копій альбому.                                               |
| Retail Album Chart | Продаж фізичних копій альбому (касета, платівка, компакт-диск, USB і т. д.) у роздрібних магазинах. | 50          | Рейтинг формується на оцінці кількості продажів фізичних копій альбому у роздрібних магазинах.                        |
| Singing Room Chart | Виконання композицій у караоке                                                                      | 200         | Рейтинг, який підраховує кількість виконань композицій, заспіваних у караоке.                                         |
| Bell Chart         | Мелодія дзвінка                                                                                     | 100         | Узагальнено на основі популярності мелодій дзвінка для операторів мобільного зв'язку.                                 |
| Ring Chart         | Мелодія зворотного дзвінка                                                                          | 100         | Узагальнено на основі популярності мелодій дзвінка для операторів мобільного зв'язку.                                 |
| Social Chart 2.0   | Активність та згадки в соціальних мережах (YouTube, TikTok, V Live, Mubeat)                         | 50          | Рейтинг соціальної популярності, формується на основі згадок та активності в соціальних мережах.                      |

## Сертифікація
У квітні 2018 року Gaon запровадив систему сертифікації для альбомів, цифрових завантажень та онлайн-прослуховувань композицій. Сертифікати видаються на основі даних про продажі альбому, онлайн-прослуховування та завантаження наданих лейблами, дистриб'юторами та основі даних в інтернеті, наданих цифровими платформами.
Сертифікації підлягають альбоми та сингли, видані 1 січня 2018 року або пізніше.

### Альбоми
| Потрібна кількість продажів альбому | Потрібна кількість продажів альбому | Потрібна кількість продажів альбому | Потрібна кількість продажів альбому | Потрібна кількість продажів альбому |
| Платина                             | 2× Платина                          | 3× Платина                          | Мільйон                             | 2× Мільйон                          |
| ----------------------------------- | ----------------------------------- | ----------------------------------- | ----------------------------------- | ----------------------------------- |
| 250,000                             | 500,000                             | 750,000                             | 1,000,000                           | 2,000,000                           |

### Завантаження
| Потрібна кількість завантажень композицій | Потрібна кількість завантажень композицій | Потрібна кількість завантажень композицій | Потрібна кількість завантажень композицій |
| Платина                                   | 2× Платина                                | 3× Платина                                | Діамантова                                |
| ----------------------------------------- | ----------------------------------------- | ----------------------------------------- | ----------------------------------------- |
| 2,500,000                                 | 5,000,000                                 | 7,500,000                                 | 10,000,000                                |

### Онлайн-прослуховування (стрімінг)
| Потрібна кількість онлайн-прослуховувань для композиції | Потрібна кількість онлайн-прослуховувань для композиції | Потрібна кількість онлайн-прослуховувань для композиції | Потрібна кількість онлайн-прослуховувань для композиції |
| Платина                                                 | 2× Платина                                              | 3× Платина                                              | Мільярд                                                 |
| ------------------------------------------------------- | ------------------------------------------------------- | ------------------------------------------------------- | ------------------------------------------------------- |
| 100,000,000                                             | 200,000,000                                             | 300,000,000                                             | 1,000,000,000                                           |

## Церемонії нагородження
- Circle Chart Awards

## Нотатки
1. 1 2 3 4 5 6  Оцінювання ведеться у наступних напрямах: щотижневий рейтинг; щомісячний рейтинг; рейтинг в першу половину року; річний рейтинг.
2. ↑  Оцінювання ведеться у наступних напрямах: щогодинний рейтинг; щоденний рейтинг; щотижневий рейтинг; щомісячний рейтинг; річний рейтинг.
3. 1 2  Оцінювання ведеться у наступних напрямах: щотижневий рейтинг; щомісячний рейтинг.
4. ↑  Також будуть видаватися вищі сертифікати (наприклад, 3× Мільйон і т.д.)
5. ↑  Також будуть видаватися вищі сертифікати (наприклад, 4× Платина і т.д.)